# Chané
Chané, pleme južne skupine Arawaka naseljeno u argentinskoj provinciji Salta i južnim područjima bolivijskog departmana Santa Cruz. Chané su prije nekoliko stotina godina pokoreni u napadima Guarana nakon čega su prihvatili njihov jezik. 
Potomci ovih guaraniziranih Chanéa danas su poznati pod imenom Izoceño i govore jednom varijantom jezika chiriguano, porodica tupian.
Danas ih ima oko 1.500 i većinom su kršćani (katolicizam i anglikanizam), ali su neki i štovatelji stare vjere (animizam).